# Sede (Parintins)
Sede ou Parintins é um distrito do município de Parintins, no Amazonas. O distrito possui  cerca de 82 000 habitantes, abrangendo as regiões sul, leste e norte do município.